# Johannisbeer-Salbei
Der Johannisbeer-Salbei (Salvia microphylla), auch Myrten-Salbei genannt, ist eine Pflanzenart aus der Gattung Salbei (Salvia) innerhalb der Familie der Lippenblütler (Lamiaceae). Sie ist in Arizona und Mexiko beheimatet und wird beispielsweise als Zierpflanze verwendet.

## Beschreibung

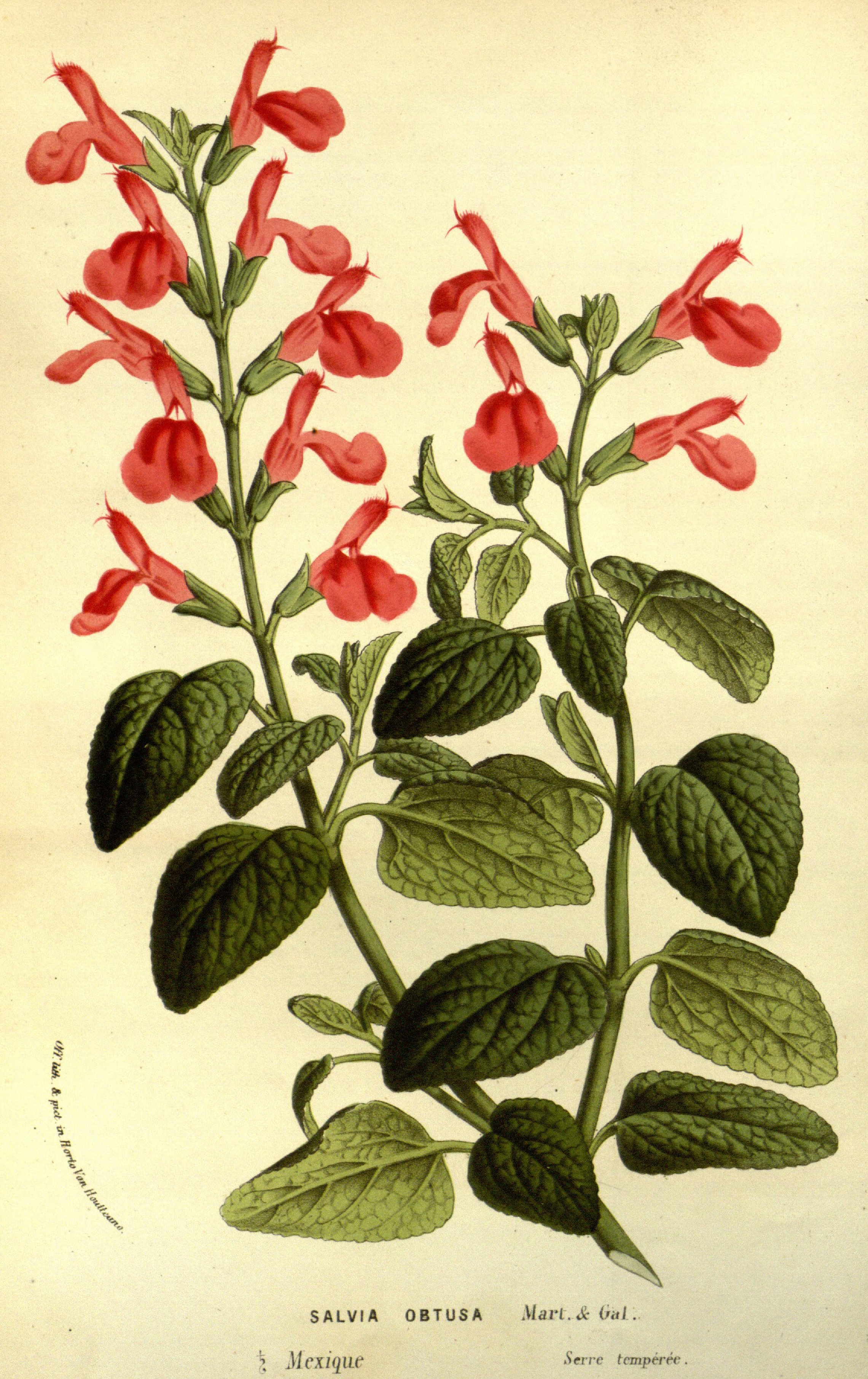
Illustration

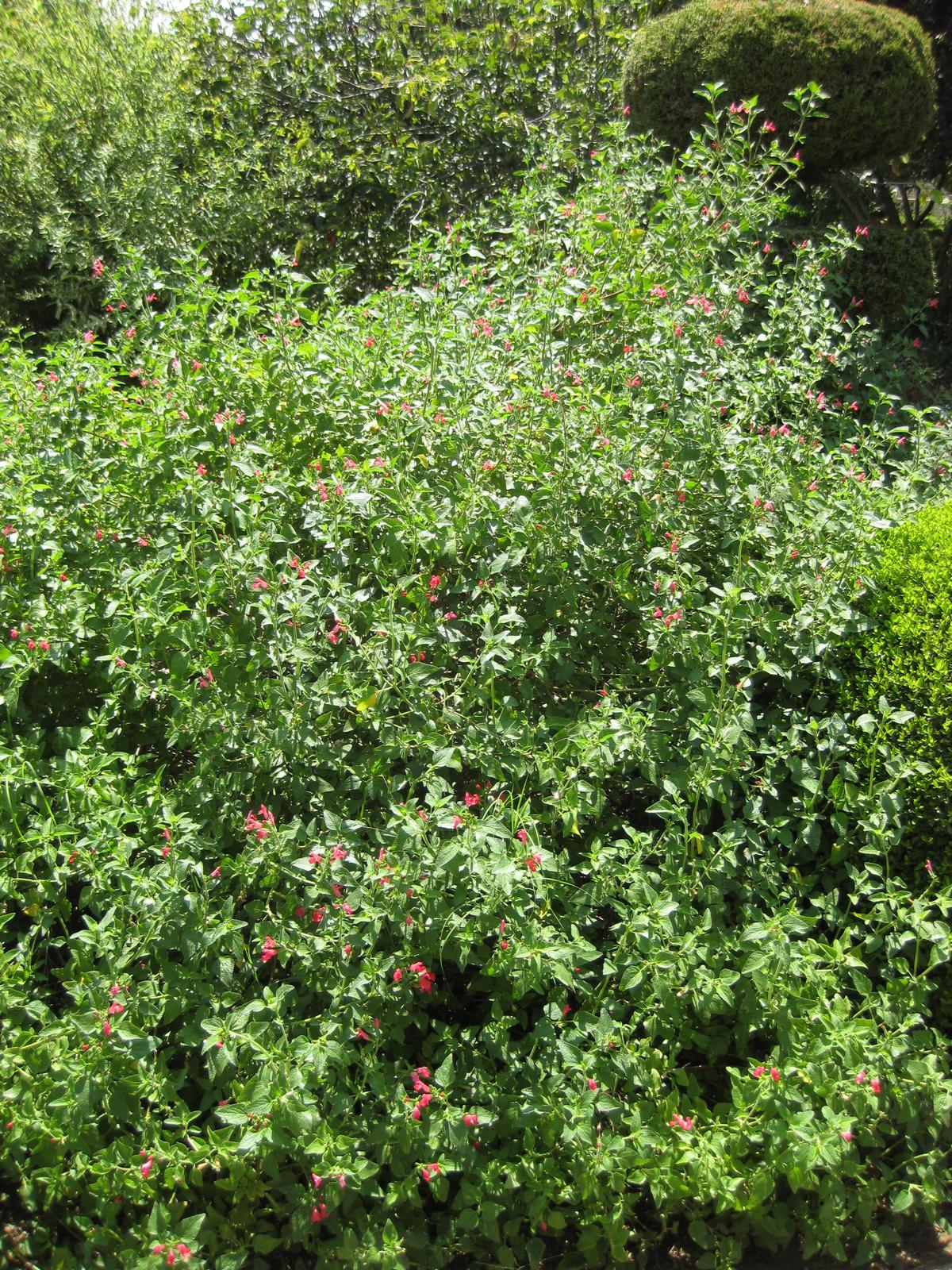
Habitus

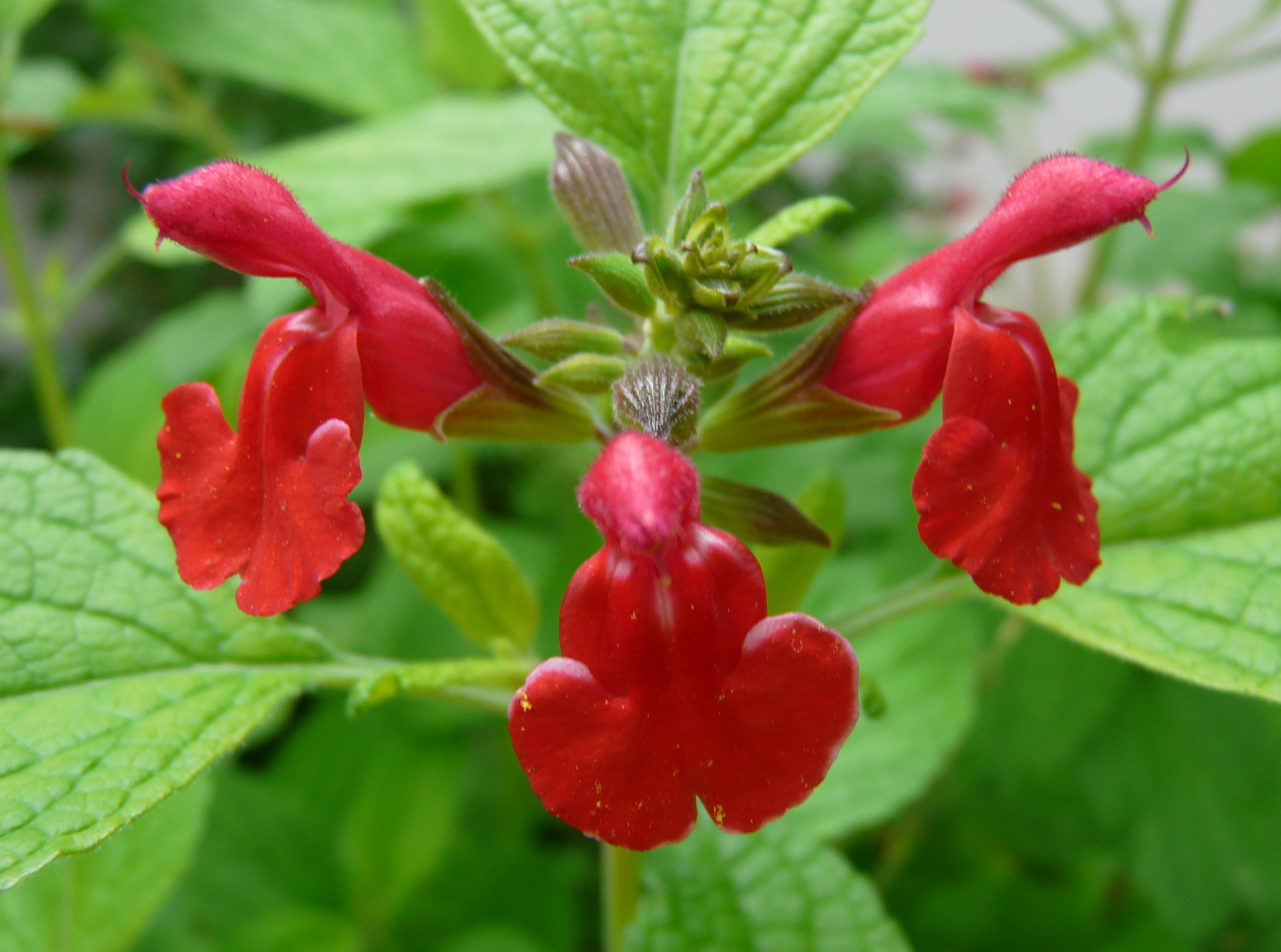
Salvia microphylla var. neurepia

### Vegetative Merkmale
Der Johannisbeer-Salbei wächst als ausladend buschiger, immergrüner bis sommergrüner, sehr variabler Halbstrauch, der am Naturstandort Wuchshöhen von 50 bis 200 Zentimetern erreicht. Die verzweigten, schwach behaarten Stängel wachsen aufrecht bis aufsteigend.
Die gegenständig angeordneten Laubblätter sind in Blattstiel und Blattspreite gegliedert. Die einfache, kahle bis schwach behaarte Blattspreite ist bei einer Länge von 1 bis 4 Zentimetern sowie einer Breite von 0,5 bis 1,5 Zentimetern eiförmig bis dreieckig, mit runzeliger Oberfläche, spitzem oberen Ende und regelmäßig gesägtem Spreitenrand. Sie verströmen einen würzigen Duft.

### Generative Merkmale
Die Blütezeit reicht von Frühlingsende bis Hochsommer mit einer schwächeren Nachblüte im Herbst. Der end- oder seitenständige, 10 bis 20 Zentimeter lange aufrechte, lockere traubige Blütenstand setzt sich aus Scheinquirlen zusammen, die jeweils zwei, zuweilen auch vier, kurz gestielten Blüten enthalten. Die kleinen, farbigen Tragblätter fallen frühzeitig ab.
Die zwittrige Blüte ist zygomorph und fünfzählig mit doppelter Blütenhülle. Die fünf grünen bis purpurfarben überlaufenen Kelchblätter sind zu einem röhrenförmigen bis glockigen Blütenkelch verwachsen, 7 bis 12 Millimeter lang ist und zweilippig endet. Die fünf blassrosafarbenen bis tiefroten, 20 bis 25 Millimeter langen Kronblätter sind zu einer 13 bis 15 Millimeter langen Kronröhre verwachsen. Die Blütenkrone ist zweilippig. Im Unterschied zu Salvia greggii befinden sich innen am Grunde der Blütenröhre zwei auffällige Papillen. Die 6 bis 12 Millimeter lange Kronoberlippe ist gerade nach vorn gestreckt, oberseits und seitlich stark gewölbt. Die 7 bis 15 Millimeter lange Kronunterlippe ist dreilappig, wobei sich der mittlere, sehr breite Kronlappen wiederum tief gerundet in zwei Lappen teilt und die schmalen, seitlichen Kronlappen verdeckt.
Es werden kleine Klausenfrüchte gebildet.

## Ökologie
Die Blüten des Johannisbeer-Salbeis sind ornithophil, werden also von Vögeln bestäubt. Die Blüten sind insbesondere für Kolibris attraktiv, ziehen aber auch Bienen und Schmetterlinge an.

### Chromosomensatz
Die Chromosomengrundzahl ist x = 11. Es liegt Diploidie vor, also 2n = 22.

## Ähnliche Arten
Wuchsform, Laubblätter und Blüten des Johannisbeer-Salbeis sind denen des Herbst-Salbeis sehr ähnlich und beide Arten hybridisieren leicht. Der Johannisbeer-Salbei lässt sich im Vergleich an den weicheren, etwas größeren, leicht behaarten, runzeligen Blättern und dem gesägten Spreitenrand erkennen.

## Vorkommen
Der Johannisbeer-Salbei ist im Südosten des US-Bundesstaats Arizona und in den Bergen Mexikos beheimatet. Salvia microphylla besiedelt dort sonnige bis halbschattige Gehölzränder, Buschland und Staudenfluren in subtropischen Höhenlagen bis 2500 Metern auf mehr oder weniger nährstoffreichen, mäßig trockenen bis frischen, durchlässigen Böden. In Texas, Uruguay, Argentinien, Marokko, Portugal, Spanien, Tunesien und auf der Nordinsel Neuseelands gilt Salvia microphylla als Neophyt.

## Systematik
Die Erstveröffentlichung von Salvia microphylla erfolgte 1818 durch den deutschen Botaniker Karl Sigismund Kunth in Aimé Bonpland, Alexander von Humboldt, Karl Sigismund Kunth: Nova genera et species plantarum, 4. Auflage, Band 2, S. 295. Der artspezifische Namensteil microphylla bedeutet „kleinblättrig“ und bezieht sich hier auf die für eine Salbeiart relativ kleinen Laubblätter.
Je nach Autor gibt es von Salvia microphylla zwei Varietäten:
- Salvia microphylla Kunth var. microphylla: Sie kommt im gesamten Verbreitungsgebiet von Arizona bis Guatemala vor. Synonyme sind: Salvia grahamii Benth., Salvia obtusa M.Martens & Galeotti, Salvia lemmonii A.Gray, Salvia odoratissima Sessé & Moc. und Salvia gasterantha Briq..[6]
- Salvia microphylla var. neurepia (Fernald) Epling (Syn.: Salvia neurepia Fernald): Sie kommt nur in Mexiko vor und besitzt größere, festere Blätter und gedrungenere Blütenstände.[6]

Salvia microphylla ist eng mit Salvia greggii verwandt und bildet mit ihr natürliche, fruchtbare Hybriden, die unter dem Namen Salvia ×jamensis beschrieben wurden. Salvia greggii und Salvia microphylla werden der Salvia-Untergattung Calosphace zugeordnet. Diese besteht aus fast 500 in den Amerikas beheimateten Arten, mit Zentren der Artenvielfalt in Mexiko, in der Andenregion, im Süden Brasiliens und in Argentinien.

## Verwendung
Der Johannisbeer-Salbei eignet sich als Zierpflanze für geschützte, sonnige bis halbschattige Standorte in Staudenrabatten und mediterranen Gärten, insbesondere auch für Pflanzkübel. Der Johannisbeer-Salbei benötigt viel Wärme, Sonne und mäßig trockene bis frische, nahrhafte, durchlässige Substrate. Der Johannisbeer-Salbei ist nur bedingt winterhart bis etwa −9 °C (Zone 8b) und sollte daher frostfrei in einem hellen, kühlen Raum überwintert werden, alternativ in Form von bewurzelten Stecklingen.
Es gibt mehrere Sorten, beispielsweise ‚Cerro Potosi‘ (Blüten rotviolett bis rosafarben), ‚Kew Red‘ (signalrote große Blüten), ‚Pink Blush‘ sowie ‚Pleasant View‘ (beide rosa) und ‚San Carlos Festival‘ (rotviolett). Salvia ‚Christine Yeo‘ (hellviolett bis rosa) ist eine gärtnerische Hybride aus Salvia chamaedryoides × Salvia microphylla. Der Johannisbeer-Salbei passt beispielsweise gut zu farblich abgestimmten Sorten des Straucheibisch oder zur China-Rose ‚Mutabilis‘ mit ihren veränderlichen Blütenfarben von Gelb über Rosa zu Purpur-Karminrot.
Die Laubblätter des Johannisbeer-Salbeis duften nach Schwarzer Johannisbeere und können frisch oder getrocknet als Blattgewürz, beispielsweise zur Aromatisierung von Süßspeisen, verwendet werden. Aus den Blättern wird in Mexiko der Kräutertee „mirto de montes“ hergestellt. Ein Aufguss aus den Blüten und Blättern wird in der mexikanischen Volksmedizin zur Fiebersenkung verwendet.